# 奧地利國家銀行
奧地利國家銀行（德語：Oesterreichische Nationalbank）是奧地利的中央銀行，也是歐洲中央銀行的會員之一。奧地利國家銀行的前身是奧地利國家特別銀行，成立於1816年。1878年改制為奧匈銀行。1923年再改為奧地利國立銀行。在形式上奧地利國家銀行是股份公司，政府擁有70.2%的股份。
1. 1 2  Weidner, Jan.  (PDF). Katalog der Deutschen Nationalbibliothek. 2017  [2023-08-15]. （原始内容存档于2020-05-28）.